# 라코니지역
라코니지역 (Racconigi)은 토리노 지하철의 역이다. 라코니지 가와 스비체라 가의 교차로 부근 지점인 프란치아 가에 자리잡고 있다. 2006년 토리노 지하철 노선 1차 구간 역 중 하나로 문을 열었다.
역 승강장에는 우고 네스폴로의 데칼코마니 작품이 전시되어 있으며, 라코니지 성을 묘사해 놓았다.

## 시설
- 매표기
- 장애인 접근시설
- 엘레베이터
- 에스컬레이터
- CCTV 감시카메라